# Masaharu Nishi
Masaharu Nishi (西 政治?, Nishi Masaharu; Prefettura di Fukuoka, 29 maggio 1977) è un ex calciatore giapponese, di ruolo difensore.